# Rapala buxaria
Rapala buxaria är en fjärilsart som beskrevs av De Nicéville 1889. Rapala buxaria ingår i släktet Rapala och familjen juvelvingar. Inga underarter finns listade.